# Wyspy Parry’ego
Wyspy Parry’ego (ang. Parry Islands) – archipelag w Kanadzie, będący częścią archipelagu Wysp Królowej Elżbiety. Jego powierzchnia wynosi ok. 84 tys. km².
Położony jest na Oceanie Arktycznym, obok Wyspy Ellesmere’a. Pozostaje niezamieszkały. W jego skład wchodzą m.in.: Devon, Wyspa Bathursta, Wyspa Melville’a, Wyspa Cornwallisa i Wyspa Księcia Patryka. Największą wyspą archipelagu jest Wyspa Melville’a.
Administracyjnie należy do Nunavut i Terytoriów Północno-Zachodnich.
Został nazwany na cześć Williama Edwarda Parry'ego, brytyjskiego żeglarza i odkrywcy.